# Delminiella
Delminiella is een geslacht van uitgestorven weekdieren uit de klasse van de Gastropoda (slakken).

## Soorten
- Delminiella excentrica Kochansky-Devidé & Slišković, 1972 †
- Delminiella norica Harzhauser, Mandic & Neubauer, 2015 †
- Delminiella soklici Kochansky-Devidé & Slišković, 1972 †